# Craterocephalus dalhousiensis
Craterocephalus dalhousiensis is een straalvinnige vissensoort uit de familie van de koornaarvissen (Atherinidae). De wetenschappelijke naam van de soort is voor het eerst geldig gepubliceerd in 1974 door Ivantsoff & Glover.